# Бунчук Михайло Федорович
Михайло Федорович Бунчук (2 листопада 1906, місто Київ — 10 січня 1975, місто Київ) — український радянський діяч, фахівець у галузі фізичної культурт та спорту, голова Комітету у справах фізкультури і спорту при РНК (РМ) УРСР. Кандидат педагогічних наук, доцент.

## Життєпис
У 1932 році закінчив Київський державний інститут фізичної культури.
З 1932 по 1935 рік працював старшим викладачем кафедри теорії фізичної культури Київського державного інституту фізичної культури. Член ВКП(б).
У 1935—1936 роках — директор Київського державного інституту фізичної культури. Ініціатор і засновник Вищої школи тренерів для підготовки кваліфікованих тренерських кадрів для спортивних організацій та відомств України (1936) при Київському інституті фізичної культури. З 1937 року працював доцентом кафедри теорії фізичної культури Київського державного інституту фізичної культури.
14 червня 1938 року заарештований органами НКВС як агент іноземної розвідки. Після жорстоких тортур підписав усі протоколи. Вирок військового трибуналу від 27-28 травня 1939 р. визнав його винним за всіма статтями звинувачення. Утім, 5 червня 1939 року Михайло Бунчук подав касаційну скаргу, в якій відмовився від усіх попередніх звинувачень, зазначивши, що оговорив себе та інших через тортури. 17 лютого 1940 року попередній вирок Бунчуку, а також Бочарову Михайлові, Синицькому Зосімі та іншим скасували.
До 1940 року працював інспектором, а згодом головою Центральної ради товариства «Здоров'я» УРСР. Учасник німецько-радянської війни.
У грудні 1943 — грудні 1948 року — голова Комітету у справах фізкультури і спорту при РНК (РМ) УРСР (на цій посаді його змінить Дегтярьов Іван Леонтійович).
З 1947 року працював доцентом кафедри теорії й методики фізичного виховання Київського державного інституту фізичної культури. На початку 1950-х років намагався вступити до аспірантури, але його документи, — як відзначає він у своїй заяві, — «лежать у Всесоюзному комітеті і їх не пересилають у Міністерство освіти». Через це у вересні 1951 р. змушений звільнитися з КДІФК, аби закінчити роботу над дисертацією. У цьому таки році заступник голови Всесоюзного комітету Іванов анулював його диплом про освіту, змусивши збирати нові документи і підтверджувати правильність його отримання. Працював завідувачем відділу фізичного виховання Українського науково-дослідного інституту педагогіки, у 1954 р. захистив урешті-решт першу в Україні дисертацію з фізичної культури «Основные этапы развития физической культуры в колхозах УССР (в предвоенные годы)». До 1970 року — доцент кафедри теорії й методики фізичного виховання Київського державного інституту фізичної культури.
Потім — голова федерації лекційної пропаганди фізичної культури і спорту товариства «Знання» УРСР.
Помер 10 січня 1975 року в Києві.

## Основні праці
- Фізкультура і спорт на селі. Київ, 1961
- Організація фізичної культури. Київ, 1970
- Организация физической культуры. Москва, 1972
- Навчально-спортивна робота в комплексі ГТО. Київ, 1973
- Организация и управление физической культурой и спортом. Москва, 1976

## Нагороди
- орден «Знак Пошани»
- медаль «За доблесну працю»
- медалі